# Romanzo criminale (série télévisée)
Pour les articles homonymes, voir Romanzo criminale (homonymie).
Romanzo Criminale est une série télévisée italienne réalisée par Stefano Sollima fondée sur le roman éponyme du juge Giancarlo De Cataldo et sur l'histoire réelle de la Banda della magliana. Elle a été diffusée entre le 10 novembre 2008 et le 16 décembre 2010 sur SKY. Il s'agit de la deuxième adaptation de ce roman qui a fait l'objet, en 2006, d'un film réalisé par Michele Placido.
En France, la première saison a été diffusée depuis le 6 juillet 2009 sur Canal+ et la deuxième saison à partir du 26 octobre 2011 sur TPS Star.

## Synopsis
Dans l'Italie des années 1970, une bande criminelle sans pitié, menée par le Libanais, le Froid et le Dandy, entreprend de « conquérir Rome », c'est-à-dire de s'imposer sur les marchés de la drogue, du jeu et de la prostitution.
Un commissaire de police se met à traquer inlassablement la bande, mais il se heurte systématiquement à un manque de preuves pour inculper les criminels. Il comprend peu à peu que la bande, au cours de son ascension, a réussi à se trouver de puissants alliés. La question est de savoir lesquels, et comment enrayer l'engrenage.

## Production
Cattleya et Sky Cinema.

## Distribution
- Francesco Montanari (VF : Adrien Antoine) : le Libanais (Il Libanese)
- Vinicio Marchioni (it) (VF : David Geselson) : le Froid (Il Freddo)
- Alessandro Roja (it) (VF : Damien Ferrette) : le Dandy (Il Dandi)
- Marco Bocci (it) (VF : Anatole de Bodinat) : Commissaire Nicola Scialoja
- Daniela Virgilio (VF : Marion Dumas) : Patrizia
- Andrea Sartoretti (it) (VF : David Kruger) : le Buffle (Bufalo)
- Riccardo De Filippis (VF : Emmanuel Garijo) : Fil-de-Fer (Scrocchiazeppi)
- Marco Giallini (VF : François Siener) : le Terrible (Il Terribile)
- Mauro Meconi (VF : Vincent Ropion) : Œil-Fier (Fierolocchio)
- Edoardo Pesce (VF : Pascal Casanova) : Ruggero Bouffons (Ruggero Buffoni)
- Lorenzo Renzi (VF : Boris Rehlinger) : Sergio Bouffons (Sergio Buffoni)
- Giorgio Caputo (VF : Maurice Decoster) : Ricotta
- Antonio Gerardi (VF : Gabriel Le Doze) : le Sarde (Il Sardo)
- Ivano De Matteo (VF : Dominique Collignon-Maurin) : le Puma (Il Puma)
- Orlando Cinque (VF : Damien Boisseau) : Trente Deniers (Trentedenari)
- Vincenzo Tanassi (VF : Michel Voletti) : le Sec (Il Secco)
- Massimo De Francovich (VF : Jean Barney) : Le Vieux (Il Vecchio)
- Claudio Spadaro (VF : Renaud Marx) : X (Pi greco)
- Fausto Maria Sciarappa : Z (Zeta)
- Valentina Calandriello (VF : Ingrid Donnadieu) : Sandra
- Simone Mori (VF : Jean-Luc Atlan) : Maurizio Gemito
- Edoardo Gaspari (VF : Emmanuel Karsen) : Remo Gemito
- Alessandra Mastronardi : Roberta
- Jesus Emiliano Coltorti (VF : Fabrice Josso) : le Noir (il Nero)
- Simone Mora (VF : Bruno Choël) : Nembo Kid
- Francesco Sciacca (VF : Marc Saez) : le Maître (Il Maestro)
- Roberto Latini (VF : Constantin Pappas) : Satan (Satana)
- Fabio Camilli (VF : Bernard Alane) : Maître Vasta
- Roberto Infascelli : le Rat (il Sorcio)
- Alessandro Borghi : Marcelinho

- Version française
  - Société de doublage : Dôme Productions[1]
  - Direction artistique : Philippe Carbonnier[1]

 Source et légende : version française (VF) sur RS Doublage  et Doublage Séries Database

## Épisodes
La première saison de douze épisodes, sans titres, a été diffusée de novembre 2008 à janvier 2009.
La deuxième saison de dix épisodes, sans titres, a été diffusée en novembre et décembre 2010.

## Critiques et controverse
Les critiques ont la plupart du temps été positives. Ainsi Andrea Scanzi, dans La Stampa, écrit qu'il s'agit de « la meilleure série télévisée jamais produite en Italie ». Pour Aldo Grasso, spécialiste universitaire de l'histoire de la télévision italienne, Romanzo criminale est « l'unique série dont nous pouvons être fiers ».
En revanche, la popularité de la série a engendré certaines craintes, notamment chez le maire de Rome. Des associations ont proposé le boycott de la série, dans laquelle elles ont vu une célébration gratuite de la violence. En juin 2009, la mairie de Rome organise un sondage pour demander aux citoyens de la ville si la série pourrait inciter les jeunes à la violence.
Une particularité de la série, que l'on retrouve aussi dans d'autres productions de Cattleya, comme Suburra et Gomorra, est que les récits sont racontés du point de vue des criminels. Cette caractéristique les différencie fondamentalement des réalisations hollywoodiennes. En mettant l’accent sur la psychologie et l’âme des personnages, la frontière entre réalité et fiction devient si ténue que Romanzo Criminale et Gomorra ont été accusés de « glorifier » les chefs de clan.